# Chersotis japonica
Chersotis japonica là một loài bướm đêm trong họ Noctuidae.